# Brattværs kommun
Brattværs kommun (norska: Brattvær kommune) var en kommun i Møre og Romsdal fylke i Norge.

## Administrativ historik
Brattværs kommun upprättades den 1 januari 1915 genom utbrytning ur Edøy kommun. Kommunen hade 1 462 invånare vid upprättandet.
Den 1 januari 1960 gick Brattværs kommun, tillsammans med kommunerna Edøy och Hopen, upp i den då nybildade Smøla kommun. Kommunens hade då 1 361 invånare.